# Condado de Grey (Austrália do Sul)
Formações Dolomitas em Cavernas de Tantanoola dentro dos Hundred de Hindmarsh
O Condado de Grey é um dos 49 condados da Austrália do Sul. Foi proclamado em 1846 pelo governador Frederick Robe e nomeado pelo ex-governador George Gray. Abrange o extremo sudoeste do estado de Penola e Lago George a sul. Isso inclui as seguintes áreas de governo local do estado:
- Conselho de Wattle Range (na maior parte)
- Conselho distrital de Grant
- Cidade de Mount Gambier

## Hundreds
O Condado de Gray é dividido nos seguintes 21 hundreds:
- Hundred de Lago George (Lago George)
- Hundred de Symon (Thorn Lea)
- Hundred de Kennion (Furner)
- Hundred de Short (Wattle Range)
- Hundred de Monbulla (Monbulla)
- Hundred de Penola (Penola)
- Hundred de Rivoli Bay (Beachport)
- Hundred de Mount Muirhead (Millicent)
- Hundred de Riddoch (Mount McIntyre)
- Hundred de Grey (Kalangadoo)
- Hundred de Nangwarry (Nangwarry)
- Hundred de Mayurra (Canunda)
- Hundred de Hindmarsh (Tantanoola)
- Hundred de Young (Dismal Swamp)
- Hundred de Mingbool (Mingbool)
- Hundred de Benara (German Creek)
- Hundred de Blanche (Mount Gambier, Compton)
- Hundred de Gambier (Glenburnie)
- Hundred de Kongorong (Kongorong)
- Hundred de Macdonnell (Allendale East)
- Hundred de Caroline (Caroline)